# 1986年オーストラリアグランプリ
1986年オーストラリアグランプリは、1986年F1世界選手権の第16戦として、1986年10月26日にアデレード市街地コースで開催された。

## 概要
1986年シーズン最終戦で、前戦メキシコGPを終え、この段階でのランキングトップは有効ポイント70のナイジェル・マンセル（本レースで4位以上だと実際の獲得ポイントから2ポイントマイナスされ、5位以下だとポイント数は相殺され、70ポイントのまま）、2位は有効ポイント64のアラン・プロスト（本レースで5位以上だと実際の獲得ポイントから1ポイントマイナスされ、6位だとポイント数は相殺され、64ポイントのまま）、3位は63ポイントのネルソン・ピケだった。プロストとピケがタイトルを獲得するための条件は、二人とも「自身が優勝して、かつマンセルが4位以下になる」というものだった（逆にマンセルは自身が3位以上に入れば、プロストとピケの結果に関係なくタイトルを獲得できる）。プロストが優勝（9ポイント獲得、1ポイントマイナス）してマンセルが3位（4ポイント獲得、2ポイントマイナス）の場合は両者とも有効ポイント72で並ぶものの、優勝回数の差でマンセルがタイトルを獲得する計算で（メキシコGPまでの段階でマンセル5勝、プロスト3勝。プロストは本レースに優勝しても4勝となるため）、タイトル獲得の可能性という意味ではマンセルが極めて有利な状態で本レースを迎えていた。

### 予選
金曜日の予選セッションは途中で雨が降り始めたため、実質的なタイム争いは土曜日に行われた。土曜日の予選ではマンセルがトップタイムを記録し、シーズン2度目のポールポジションを獲得した。タイトルを争うピケは2位、プロストは4位となった。プロストのチームメイト、ケケ・ロズベルグは初日にはグリップが突然失われると訴え、予選は7位に終わった。

### 決勝
マンセルはスタートに失敗してアイルトン・セナとネルソン・ピケに抜かれ、オープニングラップのバックストレートでケケ・ロズベルグにも抜かれ4位に後退した。
間もなくロズベルグはトップに立ち、後続を引き離し始めた。プロストはセナとマンセルを抜き3位に上がると、ピケのスピンによりロズベルグに続く2位に上がり、マクラーレンが1-2を占めた。
32周目、プロストがゲルハルト・ベルガーをラップしようとしたときに両者が接触した。パンクに見舞われたプロストはピットに入りタイヤを交換した。レース前、グッドイヤーのエンジニアは各チームにタイヤ交換を推奨していたが、取り外されたプロストのタイヤを確認するとタイヤ交換の必要は無いと見解を変更した。
63周目にロズベルグがタイヤトラブルでストップし、タイトルを争う3人が上位3台を占めた。これでタイヤ交換をしていないウィリアムズの1-2となったが、次の周にはマンセルもタイヤトラブルに見舞われた。マンセルのウィリアムズは最高速を記録するバックストレートでリアタイヤがバーストしたが、マンセルはマシンをコントロールし、どこにもクラッシュすることなくランオフエリアに停車することに成功した。ただし、マンセルはこれでレースをリタイヤした。
ロズベルグとマンセルのタイヤトラブルの直後、ウィリアムズチームは再度見解を変更したグッドイヤーのアドバイスに従い、1位を走行するピケをピットに呼び寄せタイヤ交換を行った。
17周を残してトップはプロストのものとなったが、プロストは燃費に問題を抱えていた。プロストは「残り15周の間、ずっと燃料が5リットル不足すると残量計が示していたが、どうしても勝たなければならなかったので、コンピュータが間違っていると自分に言い聞かせてプッシュし続けた。ゴールしたとき、コンピュータはまだ5リットル不足と表示していた」という。プロストはピケの猛追をかわし4秒差をつけて優勝し、2年連続のドライバーズタイトルを獲得した。ピケは最終周にファステストラップを記録し、これは前年の記録を3秒縮めるものだった。
この勝利でプロストの通算勝利数は25となり、前年までのチームメイトニキ・ラウダの記録に並んだ。

## 結果

### 予選結果
| 順位 | No | ドライバー                 | コンストラクタ                 | 1回目    | 2回目    |
| ---- | -- | -------------------------- | ------------------------------ | -------- | -------- |
| 1    | 5  | ナイジェル・マンセル       | ウィリアムズ・ホンダ           | 1'19.255 | 1'18.403 |
| 2    | 6  | ネルソン・ピケ             | ウィリアムズ・ホンダ           | 1'20.088 | 1'18.714 |
| 3    | 12 | アイルトン・セナ           | ロータス・ルノー               | 1'21.302 | 1'18.906 |
| 4    | 1  | アラン・プロスト           | マクラーレン・TAG              | 1'19.785 | 1'19.654 |
| 5    | 25 | ルネ・アルヌー             | リジェ・ルノー                 | 1'20.491 | 1'19.976 |
| 6    | 20 | ゲルハルト・ベルガー       | ベネトン・BMW                  | 1'22.260 | 1'20.554 |
| 7    | 2  | ケケ・ロズベルグ           | マクラーレン・TAG              | 1'21.295 | 1'20.778 |
| 8    | 26 | フィリップ・アリオー       | リジェ・ルノー                 | 1'22.765 | 1'20.981 |
| 9    | 27 | ミケーレ・アルボレート     | フェラーリ                     | 1'21.709 | 1'21.747 |
| 10   | 4  | フィリップ・ストレイフ     | ティレル・ルノー               | 1'23.262 | 1'21.720 |
| 11   | 23 | アンドレア・デ・チェザリス | ミナルディ・モトーリ・モデルニ | 1'23.476 | 1'22.012 |
| 12   | 28 | ステファン・ヨハンソン     | フェラーリ                     | 1'22.050 | 1'22.309 |
| 13   | 19 | テオ・ファビ               | ベネトン・BMW                  | 1'22.584 | 1'22.129 |
| 14   | 11 | ジョニー・ダンフリーズ     | ロータス・ルノー               | 1'23.786 | 1'22.664 |
| 15   | 15 | アラン・ジョーンズ         | ローラ・フォード               | -        | 1'22.796 |
| 16   | 3  | マーティン・ブランドル     | ティレル・ルノー               | 1'24.061 | 1'23.004 |
| 17   | 16 | パトリック・タンベイ       | ローラ・フォード               | 1'24.584 | 1'23.008 |
| 18   | 24 | アレッサンドロ・ナニーニ   | ミナルディ・モトーリ・モデルニ | 1'25.953 | 1'23.052 |
| 19   | 7  | リカルド・パトレーゼ       | ブラバム・BMW                  | 1'23.396 | 1'23.230 |
| 20   | 8  | デレック・ワーウィック     | ブラバム・BMW                  | 1'23.552 | 1'23.313 |
| 21   | 14 | ジョナサン・パーマー       | ザクスピード                   | 1'24.509 | 1'23.476 |
| 22   | 18 | ティエリー・ブーツェン     | アロウズ・BMW                  | 1'24.768 | 1'24.295 |
| 23   | 29 | ヒューブ・ロテンガッター   | ザクスピード                   | 1'25.746 | 1'25.181 |
| 24   | 17 | クリスチャン・ダナー       | アロウズ・BMW                  | 1'25.296 | 1'25.233 |
| 25   | 21 | ピエルカルロ・ギンザーニ   | オゼッラ・アルファロメオ       | 3'03.680 | 1'25.257 |
| 26   | 22 | アレン・バーグ             | オゼッラ・アルファロメオ       | 1'28.912 | 1'27.208 |

### 決勝結果
| 順位     | No. | ドライバー                 | コンストラクタ                 | 周回 | タイム/リタイヤ    | グリッド | ポイント |
| -------- | --- | -------------------------- | ------------------------------ | ---- | ------------------ | -------- | -------- |
| 1        | 1   | アラン・プロスト           | マクラーレン・TAG              | 82   | 1:54'20.388        | 4        | 9        |
| 2        | 6   | ネルソン・ピケ             | ウィリアムズ・ホンダ           | 82   | + 4.205            | 2        | 6        |
| 3        | 28  | ステファン・ヨハンソン     | フェラーリ                     | 81   | +1 Lap             | 12       | 4        |
| 4        | 3   | マーティン・ブランドル     | ティレル・ルノー               | 81   | +1 Lap             | 16       | 3        |
| 5        | 4   | フィリップ・ストレイフ     | ティレル・ルノー               | 80   | 燃料切れ           | 10       | 2        |
| 6        | 11  | ジョニー・ダンフリーズ     | ロータス・ルノー               | 80   | +2 Laps            | 14       | 1        |
| 7        | 25  | ルネ・アルヌー             | リジェ・ルノー                 | 79   | +3 Laps            | 5        |          |
| 8        | 26  | フィリップ・アリオー       | リジェ・ルノー                 | 79   | +3 Laps            | 8        |          |
| 9        | 14  | ジョナサン・パーマー       | ザクスピード                   | 77   | +5 Laps            | 21       |          |
| 10       | 19  | テオ・ファビ               | ベネトン・BMW                  | 77   | +5 Laps            | 13       |          |
| NC       | 16  | パトリック・タンベイ       | ローラ・フォード               | 70   | 規定周回数不足     | 17       |          |
| リタイヤ | 5   | ナイジェル・マンセル       | ウィリアムズ・ホンダ           | 63   | タイヤ             | 1        |          |
| リタイヤ | 7   | リカルド・パトレーゼ       | ブラバム・BMW                  | 63   | 電気系             | 19       |          |
| リタイヤ | 2   | ケケ・ロズベルグ           | マクラーレン・TAG              | 62   | タイヤ             | 7        |          |
| NC       | 22  | アレン・バーグ             | オゼッラ・アルファロメオ       | 61   | 規定周回数不足     | 26       |          |
| リタイヤ | 8   | デレック・ワーウィック     | ブラバム・BMW                  | 57   | ブレーキ           | 20       |          |
| リタイヤ | 17  | クリスチャン・ダナー       | アロウズ・BMW                  | 52   | エンジン           | 24       |          |
| リタイヤ | 18  | ティエリー・ブーツェン     | アロウズ・BMW                  | 50   | エンジン           | 22       |          |
| リタイヤ | 12  | アイルトン・セナ           | ロータス・ルノー               | 43   | エンジン           | 3        |          |
| リタイヤ | 23  | アンドレア・デ・チェザリス | ミナルディ・モトーリ・モデルニ | 40   | メカニカル         | 11       |          |
| リタイヤ | 20  | ゲルハルト・ベルガー       | ベネトン・BMW                  | 40   | エンジン           | 6        |          |
| リタイヤ | 29  | ヒューブ・ロテンガッター   | ザクスピード                   | 29   | サスペンション     | 23       |          |
| リタイヤ | 15  | アラン・ジョーンズ         | ローラ・フォード               | 16   | エンジン           | 15       |          |
| リタイヤ | 24  | アレッサンドロ・ナニーニ   | ミナルディ・モトーリ・モデルニ | 10   | アクシデント       | 18       |          |
| リタイヤ | 21  | ピエルカルロ・ギンザーニ   | オゼッラ・アルファロメオ       | 2    | トランスミッション | 25       |          |
| リタイヤ | 27  | ミケーレ・アルボレート     | フェラーリ                     | 0    | アクシデント       | 9        |          |

- 予選、決勝順位は、公式サイト[4]および AUTOCOURSE 1986-1987[5] より。

## 記録
- 最終F1グランプリ:アラン・ジョーンズ、パトリック・タンベイ、ケケ・ロズベルグ、ジョニー・ダンフリーズ、ヒューブ・ロテンガッター、アレン・バーグ

## トピック
- ミナルディが日本製のエンケイ・アルミホイールの使用をこのグランプリから開始した。エンケイとミナルディのコンビはF2参戦時代もパートナーであった。F1ホイールの主流はマグネシウム製ワンピース構造に移りつつあったが、エンケイはアルミとマグネシウムディスクによる3ピース構造でチャレンジし、F1用ホイールとしてトップの軽さであった[6]。